# Pliobates
 Pliobates  ist eine ausgestorbene Gattung der Primaten, die vor 11,6 Millionen Jahren während des mittleren Miozäns in Spanien vorkam. Die Fossilien dieser Gattung wurden im Jahr 2015 von ihren Entdeckern in die Nähe der letzten gemeinsamen Vorfahren aller Arten der Menschenartigen (Hominoidea) gestellt. Die Menschenartigen sind eine Überfamilie innerhalb der Primaten und umfassen die (Großen) Menschenaffen sowie die Gibbons (die sogenannten Kleinen Menschenaffen). Andere Autoren stufen Pliobates als eher urtümlichere Form der Altweltaffen ein. Die einzige Art der Gattung ist Pliobates cataloniae. Von dieser Art ist bislang nur ein einziger Fund bekannt.

## Namensgebung
Pliobates ist ein Neologismus. Die Bezeichnung der Gattung ist abgeleitet von lateinisch plio (= groß) und griechisch bates (= umherlaufen); sie wurde gebildet als Zusammenfügung von Namensbestandteilen der älteren fossilen Gattung Pliopithecus und der rezenten Gattung Hylobates (= Kleine Gibbons). Das Epitheton der bislang einzigen wissenschaftlich beschriebenen Art, Pliobates cataloniae, verweist auf die Lage des Fundortes bei der Gemeinde Els Hostalets de Pierola (Provinz Barcelona) in der spanischen Autonomen Gemeinschaft Katalonien. Pliobates cataloniae bedeutet folglich sinngemäß „großer katalanischer Umherläufer“.

## Erstbeschreibung
Als Holotypus der Gattung und zugleich der Typusart Pliobates cataloniae wurde in der Erstbeschreibung ein teilweise erhaltenes, aus 70 Knochen und Knochenfragmenten bestehendes Skelett eines erwachsenen, weiblichen Individuums ausgewiesen (Sammlungsnummer IPS 58443). Er kam bei der Erweiterung der Mülldeponie Abocador de Can Mata, der größten in Katalonien, zu Tage, in deren Zuge fossilreiche Schichten des Miozäns angeschnitten wurden. Die Bezeichnung der genauen Fundlokalität lautet ACM/C8-A4. Aufbewahrt wird das Belegexemplar im Instituto de Paleontología Miquel Crusafont in Sabadell. Von diesem Fossil sind sowohl Teile des Schädels als auch der Knochen unterhalb des Schädels erhalten geblieben, die eng bei einander liegend entdeckt wurden und – aufgrund fehlender Knochen-Doppelungen – zu einem einzigen Individuum gehörten. Die Diagnose weiblich wurde anhand der recht kleinen Eckzähne gestellt. Erhalten geblieben sind unter anderem große Teile des Schädels einschließlich bezahnten seitlichen Fragmenten des Oberkiefers, ein unbezahntes Fragment des Unterkiefers, zahlreiche Knochen eines linken Arms, Teile des rechten Arms und einige Knochen eines Fußes. Weitere Funde in Form von mehr als einem Dutzend Kieferfragmenten und Einzelzähnen erbrachte die gleiche Fundstätte, sie lagen aber stratigraphisch rund 6 m unterhalb der ersten Lokalität. Dieser zweite Fundpunkt wird mit ACM/C5-D1 bezeichnet.
Das Gewicht eines weiblichen Pliobates cataloniae wurde anhand der Knochenfunde auf vier bis fünf Kilogramm geschätzt, das Volumen des Gehirns wurde auf 69 bis 75 cm³ geschätzt. Anhand der erhalten gebliebenen Zähne wurde rekonstruiert, dass Pliobates cataloniae überwiegend ein Fruchtfresser war, ähnlich wie die fossilen Arten Anoiapithecus brevirostris und Hispanopithecus laietanus sowie die rezenten Gibbons.
Die der Gattung zugeschriebene stammesgeschichtliche Position in die Nähe der letzten gemeinsamen Vorfahren aller Arten der Menschenartigen (Hominoidea) wurde insoweit konkretisiert, als Pliobates sich in größerer Nähe zu den Gibbons befindet als die Gattung Proconsul, jedoch in größerem Abstand zu diesen als Hispanopithecus und Pierolapithecus.
Unter anderem anhand von bio- und magnetostratigraphischen Analysen wurde Pliobates in die Zeit vor 11,6 Millionen Jahren datiert. Zwischen den beiden bekannten Fundlokalitäten der Mülldeponie Abocador de Can Mata bestehen nur geringe geologische Zeitunterschiede.

## Bedeutung des Fundes
Alle heute lebenden Affen haben nach derzeitigem Forschungsstand gemeinsame Vorfahren im späten Oligozän / frühen Miozän, also vor rund 20 bis 30 Millionen Jahren, als es sowohl in Europa als auch in Asien und Afrika einen großen Artenreichtum unter den Primaten gab. Allerdings sind bislang nur wenige Fossilien aus dieser Epoche bekannt, so dass unter anderem die Vorfahren der Gibbons schwer zu fassen sind. Die anatomischen Merkmale von Pliobates können nun aber dahingehend interpretiert werden, dass diese Gattung eine evolutive Brücke bildet von den rezenten Gibbons zu den älteren afrikanischen menschenaffenähnlichen Primaten. Diese Interpretation bedeutet zugleich, dass die Menschenartigen aus relativ kleinwüchsigen Arten des mittleren Miozäns hervorgegangen sind. Allerdings wurde Pliobates in der Erstbeschreibung nur als mögliche Schwestergruppe zum gemeinsamen Vorfahren der Menschenartigen interpretiert und daher – als bislang einzige Gattung – der neu benannten Familie Pliobatidae zugeordnet. Eine Studie aus dem Jahr 2024 schließt Pliobates aus den Menschenartigen aus und ordnet die Gattung den Pliopithecoidea zu, einer eher urtümlicheren Gruppe der Altweltaffen. Angezeigt wird dies laut den Autoren durch die Gestaltung der Kaufläche der Backenzähne. Innerhalb der Pliopithecoidea gehört Pliobates demnach zu den Crouzeliidae, wodurch eine engere Verwandtschaft zu Crouzelia und Plesiopliopithecus besteht.

## Belege
1. ↑  David M. Alba, Sergio Almécija, Daniel DeMiguel, Josep Fortuny, Miriam Pérez de los Ríos, Marta Pina, Josep M. Robles, Salvador Moyà-Solà: Miocene small-bodied ape from Eurasia sheds light on hominoid evolution. In: Science. Band 350, Nr. 6260 (aab2625, S. 1–11), 2015, doi:10.1126/science.aab2625.
2. 1 2  Florian Bouchet, Clément Zanolli, Alessandro Urciuoli, Sergio Almécija, Josep Fortuny, Josep M. Robles, Amélie Beaudet, Salvador Moyà-Solà und David M. Alba: The Miocene primate Pliobates is a pliopithecoid. In: Nature Communications. Band 15, 2024, S. 2822, doi:10.1038/s41467-024-47034-9.
3. ↑  Iyad S. Zalmout et al.: New Oligocene primate from Saudi Arabia and the divergence of apes and Old World monkeys. In: Nature. Band 466, 2010, S. 360–364, doi:10.1038/nature09094.
4. ↑  Brenda R. Benefit und Monte L. McCrossin: A window into ape evolution. In: Nature. Band 350, Nr. 6260, S. 515–516, 2015, doi:10.1126/science.aad0677.
5. ↑  A new primate species at the root of the tree of extant hominoids. Auf: eurekalert.org vom 29. Oktober 2015.
6. ↑  Mother of all apes – including humans – may have been surprisingly small. Auf: sciencemag.org vom 29. Oktober 2015.